# Comuna Faraoani, Sărata
Faraoani (în ucraineană Фараонівка, transliterat: Faraonivka) este o comună în raionul Sărata, regiunea Odesa, Ucraina, formată din satele Faraoani (reședința) și Moruzeni.

## Demografie
Componența lingvistică a comunei Faraoani
     Română (65,99%)
     Ucraineană (17,17%)
     Rusă (15,59%)
     Alte limbi (0,43%)
Conform recensământului din 2001, majoritatea populației comunei Faraoani era vorbitoare de română (65,99%), existând în minoritate și vorbitori de ucraineană (17,17%) și rusă (15,59%).